# Slaget vid Helgoland (1864)
För andra sjöslag i Helgolandsbukten, se Slaget vid Helgolandsbukten.
Slaget vid Helgoland utspelades 9 maj 1864 under dansk-tyska kriget mellan Danmark och allierade Österrike och Preussen i Helgolandsbukten. 
Danskarna förfogade över 30 större och mindre krigsfartyg, medan Preussen inte hade någon nämnvärd flotta alls. Det enda verkliga hotet – österrikarnas stora flotta – befann sig nästan 3000 km därifrån i Adriatiska havet. Alldeles i början av kriget inledde danskarna en effektiv blockad mot de tyska hamnarna. För att bryta blockaden seglade de två österrikiska fregatterna Schwarzenberg och Radetzky samt tre små preussiska krigsfartyg mot Nordsjön. 
Via ett nätverk av spioner följde den danska flottledningen fiendens rörelser och gjorde sig redo för strid. Den 9 maj 1864 drabbade de båda danska fregatterna och en kanonbåt samman med den preussisk-österrikiska flottan i en intensiv batalj vid ön Helgoland. Sjöslaget pågick i över tre timmar och nådde sin kulmen, när de danska fregatterna Jylland och Niels Juel sköt Schwarzenberg i brand.

## Galleri

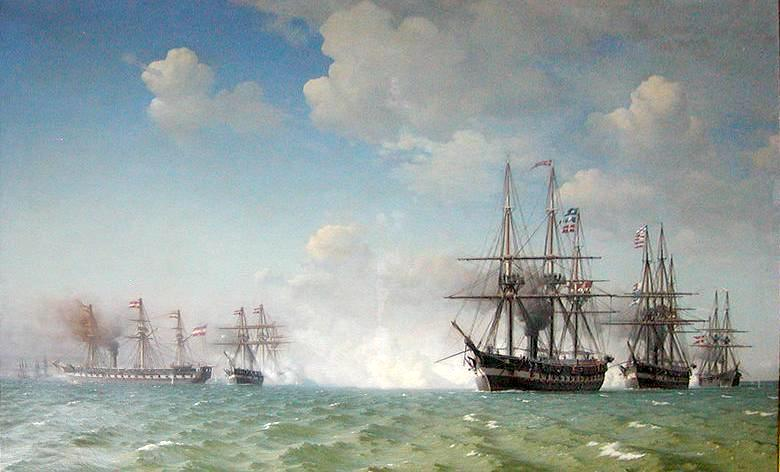
Sjöslaget vid Helgoland, målning av Carl Dahl.
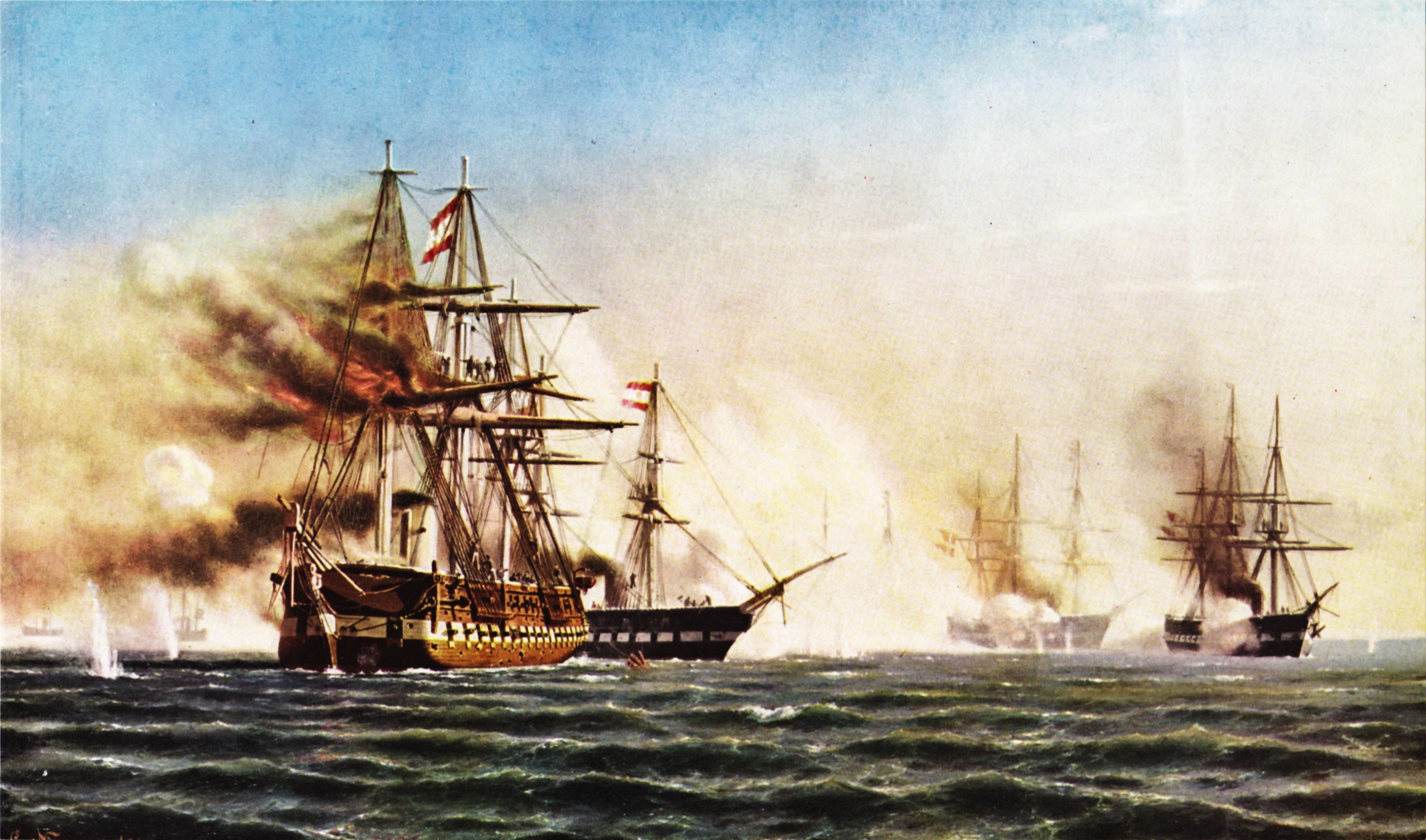
Sjöslaget vid Helgoland, målning av Carl Neumann.
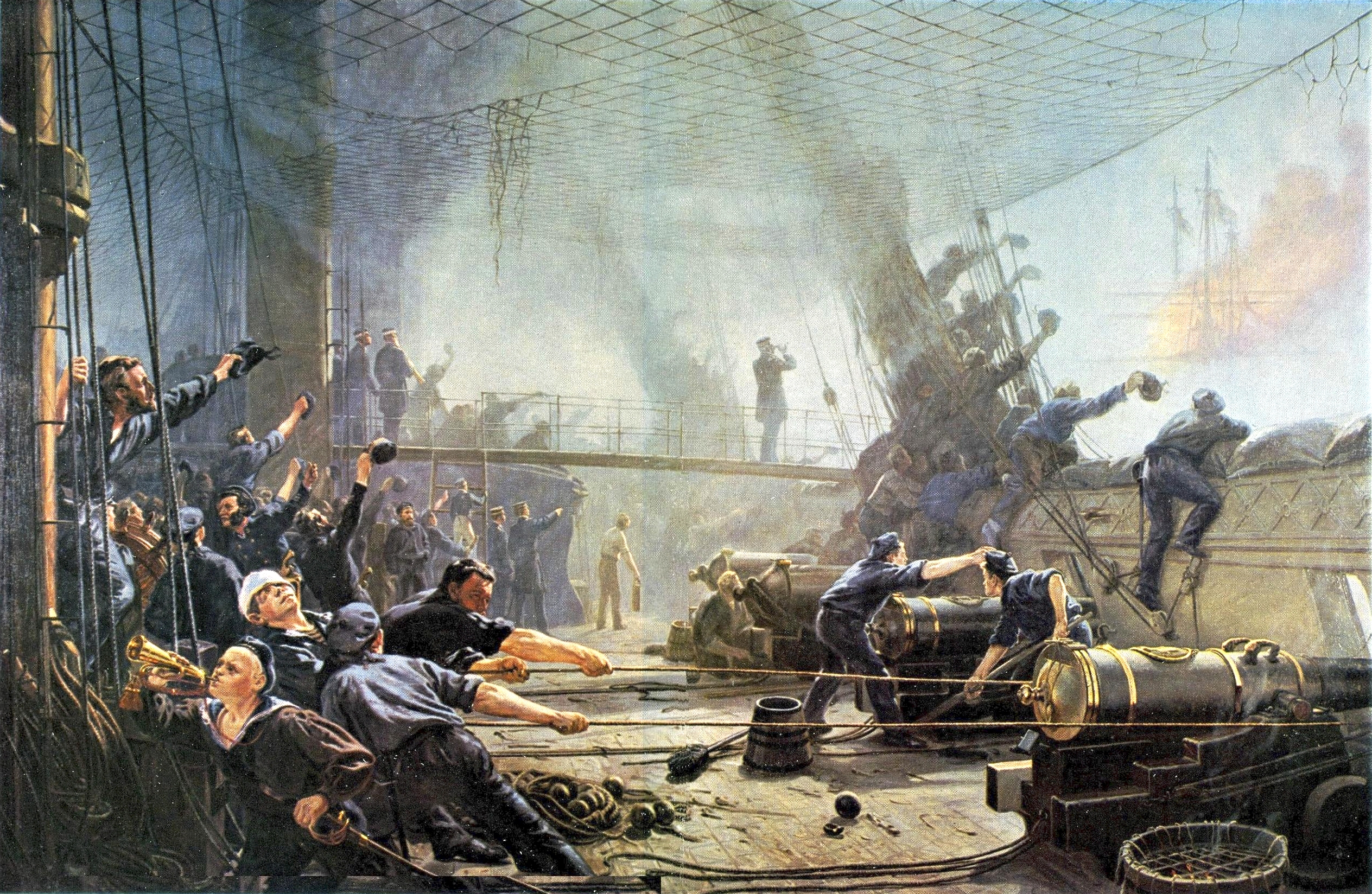
Ombord på fregatten Niels Juel, målning av Christian Mølsted.